# Akademia Rolniczo-Techniczna w Olsztynie
Akademia Rolniczo-Techniczna im. Michała Oczapowskiego w Olsztynie – olsztyńska uczelnia działająca w latach 1950–1999, jedna z trzech placówek, na bazie których powstał 1 września 1999 Uniwersytet Warmińsko-Mazurski w Olsztynie; w 1989 szkole nadano imię Michała Oczapowskiego.

## Historia
Szkoła została utworzona 31 maja 1950 jako Wyższa Szkoła Rolnicza w Olsztynie (WSR). Szkoła powstała na bazie dwóch zlikwidowanych wcześniej szkół gospodarstwa wiejskiego – w Łodzi (Wyższa Szkoła Gospodarstwa Wiejskiego w Łodzi) oraz w Cieszynie (Wyższa Szkoła Gospodarstwa Wiejskiego w Cieszynie).
Katedry funkcjonujące na wydziałach:
- Wydział Rolny – fizjologii roślin, uprawy łąk i pastwisk, hodowli roślin i nasiennictwa, meteorologii, statystyki matematycznej, język obcych
- Wydział Zootechniczny – anatomii zwierząt, fizjologii zwierząt, zoohigieny
- Wydział Mleczarski – nauka o mleku, chemia mleka i przetworów mleczarskich, mikrobiologia
- Wydział Rybacki – hydrobiologii, ichtiologii, rybactwa śródlądowego, biologii morza i rybołówstwa morskiego.

Na wszystkich wydziałach studia trwały 3,5 lat i kończyły się uzyskaniem tytułu zawodowego inżyniera. 
W celu prowadzenia badań naukowych i praktyk studenckich szkoła otrzymała majątek ziemski Posorty oraz Stary Dwór o łącznym obszarze 550 ha użytków rolnych i 100 ha jezior. W 1954 powstał drugi rolniczy zakład doświadczalny na terenie trzech gospodarstwa – Łężany, Wola i Samławki o łącznej powierzchni 1000 ha oraz 600 ha jezior. Trzeci rolniczy zakład doświadczalny powstał w 1957 i składał się z trzech gospodarstw: Bałcyny – 585 ha, Lipowa – 600 ha i Zajączek – 745 ha.  
Początkowo w szkole funkcjonowały trzy wydziały: Rolniczy, Zootechniczny i Mleczarski, a w nich poszczególne katedry wraz z połączonymi z nimi zakładami naukowymi. W 1951 utworzony został Wydział Rybacki, a Wydział Rolniczy przemianowano na Wydział Rolny. 4 października 1972 awansowana została do rangi akademii i przemianowana na Akademię Rolniczo-Techniczną w Olsztynie (ART). 6 czerwca 1989 przemianowana na Akademię Rolniczo-Techniczną imienia Michała Oczapowskiego w Olsztynie.

## Studenci i absolwenci WSR
W 1950 pierwsze indeksy odebrało 1152 studentów. W 1952 ustanowione zostały limity przyjęć na 1 rok studiów w następujący sposób:
- 230 osób na Wydział Rolniczy
- 40 osób na Wydział Zootechniczny
- 80 osób na Wydział Rybacki
- 80 osób na Wydział Mleczarski.

W latach 1960–1965 liczba studentów i absolwentów przestawiała się następująco:
| Rodzaj studiów     | 1960/1961 | 1961/1962 | 1962/1963 | 1963/1964 | 1964/1965 | 1965/1966 |
| Liczba studentów   |           |           |           |           |           |           |
| Dzienne            | 1454      | 1775      | 2170      | 2474      | 2701      | 2924      |
| Zaoczne            | 197       | 276       | 573       | 757       | 906       | 1143      |
| Eksternistyczne    | 159       | 212       | 232       | 233       | 230       | 244       |
| Liczba absolwentów |           |           |           |           |           |           |
| Dzienne            | 172       | 220       | 192       | 189       | 295       | 379       |
| Zaoczne            | 55        | 57        | 6         | 27        | 43        | 36        |
| Eksternistyczne    | 17        | 25        | 14        | 43        | 30        | 21        |

Pierwsi absolwenci  w liczbie 210 osób, rozpoczynający studia jeszcze w Cieszynie i w Łodzi, otrzymali dyplomy inżyniera na Wydziale Rolnym w 1952 roku. Natomiast  pierwsi inżynierowie z Wydziałów Rolnego, Mleczarskiego i Zootechnicznego WSR w Olsztynie otrzymali dyplomy w 1954, natomiast z Wydziału Rybackiego w 1955 roku.
W 1950 zostało zatrudnionych 22 samodzielnych pracowników nauki i 98 pomocniczych pracowników nauki.
W 1955 zatrudniano 25 samodzielnych pracowników nauki oraz 15 zastępców profesora, 39 adiunktów (w tym 3 osoby ze stopniem doktora), 116 asystentów i 65 pracowników technicznych.
W 1959 zatrudniano 36 samodzielnych pracowników nauki, w tym 1 profesora zwyczajnego, 17 profesorów nadzwyczajnych, 18 docentów.
Ponadto zatrudniono 12 zastępców profesora, 57 adiunktów (w tym 13 ze stopniem doktora), 125 asystentów, 103 pracowników technicznych i laborantów. 

## Poczet rektorów
- 1950–1953 Marian Gotowiec
- 1953–1954 p.o. Adam Szostkiewicz
- 1954–1958 Alojzy Świątek
- 1958–1961 Eugeniusz Grabda
- 1961–1965 Mieczysław Koter
- 1965–1968 Bolesław Dąbrowski
- 1968–1975 Tadeusz Krzymowski
- 1975–1981 Teofil Mazur
- 1981–1984 Andrzej Hopfer
- 1984–1987 Włodzimierz Baran
- 1987–1990 Jerzy Strzeżek
- 1990–1996 Andrzej Hopfer
- 1996–1999 Stefan Smoczyński
- 1999 Ryszard Górecki wybrany na rektora ART; przed objęciem funkcji został mianowany rektorem Uniwersytetu Warmińsko-Mazurskiego